# Saint-Just, Dordogne
Saint-Just là một xã ở tỉnh Dordogne trong vùng Aquitaine của Pháp. Xã này có diện tích 11,2 km², dân số năm 1999 là 139 người. Xã nằm ở khu vực có độ cao trung bình 96 m trên mực nước biển.

## Thông tin nhân khẩu
| Năm | 1962 | 1968 | 1975 | 1982 | 1990 | 1999 |
| --- | ---- | ---- | ---- | ---- | ---- | ---- |
| Dân số | 197  | 207  | 194  | 175  | 138  | 139  |
| From the year 1962 on: No double counting—residents of multiple communes (e.g. students and military personnel) are counted only once. |      |      |      |      |      |      |